# Массовые убийства в СССР
Массовые убийства в СССР — это список известных массовых убийств на территории СССР.

## Список
| Дата                | Место                              | Республика | Погибло | Пострадало | Всего | Описание |
| ------------------- | ---------------------------------- | ---------- | ------- | ---------- | ----- | --- |
| 31 августа 1920     | Петроград                          | РСФСР      | 8       | 10         | 18    | Финские коммунисты на фоне внутренних противоречий открыли огонь в «Клубе Куусинена». Погибли 8 членов Коммунистической партии Финляндии. |
| 26 июля 1925        | Иванково, Костромская губерния     | РСФСР      | 11      | 8          | 19    | 47-летний Григорий Грачёв поджёг деревню и открыл стрельбу по людям, убив 11 человек и ранив ещё 8 он скрылся в местных лесах, однако спустя неделю сам сдался властям. Мотивом массовой расправы послужил длительный конфликт с односельчанами на почве личной неприязни. В 1926 году Грачёв был приговорён к 20 годам заключения. .                                 |
| 4 апреля 1950       | Гыска                              | МССР       | 24      | ?          | 24    | Педагог, занимавшийся военной подготовкой, из-за неразделённой любви взорвал себя в школе. Погибли 2 учителей, 21 ребёнок и преступник. |
| 1 мая 1954          | Архангельск                        | РСФСР      | 2       | 4          | 6     | Николай Гаврилович Романов открыл огонь по людям во время Первомайской демонстрации. |
| 11 февраля 1958     | Лямино                             | РСФСР      | 7       | 6          | 13    | Комсорг строительного училища 24-летний Михаил Целоусов находящийся в состоянии алкогольного опьянения пришёл с винтовкой в женское общежитие и открыл огонь, убив 7 и ранив 6 человек, он был обнаружен местным участковым. Через год преступник был казнён по приговору суда..                                                                                      |
| 29 января 1964      | Свердловск                         | РСФСР      | 7       | 0          | 7     | Банда братьев Коровиных совершила массовое убийство еврейской семьи. Преступление произошло на национальной почве и с целью корысти. Все четверо преступников были приговорены к смертной казни. |
| 7 сентября 1964     | Малый Мелик, Саратовская область   | РСФСР      | 6       | 1          | 7     | 27-летний разнорабочий Юрий Ильясов открыл огонь из охотничьего ружья в поле по работникам колхоза. Погибли 6 человек, 1 получил ранение. Мотивом преступления послужила месть руководству колхоза за понижение в должности. Ильясов спустя 4 дня был задержан и впоследствии приговорён к смертной казни..                                                           |
| 26-27 сентября 1968 | Курск                              | РСФСР      | 14      | 11         | 25    | Два солдата-дезертира Виктор Коршунов и Юрий Суровцев захватили квартиру, расстреляли её жителей и открыли огонь из окна по Привокзальной площади Курска. Коршунов был убит Суровцевым, и последний сдался. Был приговорён к смертной казни. |
| 23 ноября 1970      | Титовка                            | РСФСР      | 3       | 4          | 7     | 20-летний ефрейтор Юрий Гаев находясь в состоянии алкогольного опьянения убил троих сослуживцев и ранил ещё троих из карабина СКС из-за внезапно возникшей ссоры. Первоначально скрывшись с места преступления на следующий день он сам сдался властям. Впоследствии был приговорён к смертной казни и в 1972 году расстрелян..                                       |
| 14 июня 1971        | Краснодар                          | РСФСР      | 10      | ?          | 10    | Психически нездоровый житель Краснодара подорвал автобус из-за ненависти к высоким людям и попытался совершить взрыв в кинотеатре. |
| 22 февраля 1973     | Куйбышевская область               | РСФСР      | 11      | 5          | 16    | Два пьяных милиционера открывали огонь по машинам на дороге и сотрудникам, пытавшимся их задержать. |
| 13 апреля 1973      | Челябинск                          | РСФСР      | 3       | 1          | 4     | 15-летний Владимир С. (фамилия не была оглашена), страдавший алкоголизмом, выпил 9 кружек пива и 4 бутылки крепленого вина, после чего, используя обрезок трубы и нож, убил трёх человек и ранил ещё одного. Приговорëн к 10 годам лишения свободы. |
| 18 мая 1973         | Читинская область                  | РСФСР      | 81      | 0          | 81    | Катастрофа Ту-104 под Читой: взрыв СВУ на борту самолёта. Крупнейший теракт в истории СССР. |
| 13 декабря 1975     | Сылва, Пермский район              | РСФСР      | 5       | 14         | 19    | Рецидивист и его сообщник открыли стрельбу на улице возле железнодорожного вокзала с целью ограбить сберкассу, после чего шли по улице и стреляли по окнам и прохожим. Один из преступников сдался, второй был ранен в перестрелке с милиционерами. Всего в ходе стрельбы погибли 5 человек, включая нерождённого ребёнка, ранены 14 человек (по другим данным — 20). |
| 7 августа 1976      | Летипеа                            | ЭССР       | 11      | 13         | 24    | Пограничник на фоне личного конфликта и алкогольного опьянения открыл огонь по палаткам, где отдыхали работники газовой промышленности. После стрельбы преступник покончил с собой. |
| 26 сентября 1976    | Новосибирск, Новосибирская область | РСФСР      | 5       | 0          | 5     | Авиационная катастрофа, произошедшая 26 сентября 1976 года в Новосибирске в результате преднамеренного столкновения самолёта Ан-2 с пятиэтажным жилым домом. |
| 19 мая 1977         | Ленинград                          | РСФСР      | 6       | 2          | 8     | Курсант второго курса Анатолий Федоренко расстрелял сослуживцев в Ленинградском высшем политическом училище МВД. Приговорён к смертной казни. |
| 10 октября 1979     | Эльхотово                          | РСФСР      | 8       | 2          | 10    | Три члена банды Хабалы Османова открыли стрельбу в ресторане. 4 преступника были приговорены к смертной казни. |
| 23 февраля 1987     | Ленинградская область              | РСФСР      | 8       | 0          | 8     | Рядовой Артурас Сакалаускас убил восьмерых — пятерых сослуживцев, а также начальника караула, его помощника и проводника поезда из-за дедовщины. |
| 14 июля 1991        | Патрикеево                         | РСФСР      | 11      | 2          | 13    | Рядовые Семенихин и Мурадов убили 8 солдат и 3 офицеров и ранили ещё 2 солдат. |

### Комментарии
1. 1 2 3 4 5 6 7  Включая нападавшего